# Raúl Leoni
Raúl Leoni, född den 26 april 1905 i El Manteco i Bolívar, död den 5 juli 1972 i New York, var en politiker från Venezuela.

## Biografi
Leoni var son till en murare född på Korsika. Han tog examen vid Central University of Venezuela i Caracas som advokat och var medlem av Generationen av 1928.
Leoni grundade det demokratiska aktionspartiet 1941. Han var arbetsminister 1945–1948 och 1964–1969 var han landets president.
Under Leonis regeringstid, genomfördes flera viktiga strukturprojekt i Venezuela, särskilt utvecklingen av tung industri i Guayana (vattenkraft, järn och stål), införande av Bank of the Workers, och byggande av vägar (vägar, motorvägar och broar - den viktigaste av dessa korsade Orinoco). Viktiga förändringar av arbets- och sociala program förekom också; fackföreningar vann ökat inflytande och socialförsäkringslagstiftningen ändrades. Leoni gjorde också ett försök att reformera skattestrukturen, men hämmades av en koalition av vänster och höger som öppet tjänade oljebolagens intressen.
I mars 1969 överlämnade Leoni makten till Rafael Caldera, medlem i det kristdemokratiska partiet COPEI och undertecknare av Pacto de Punto Fijo. Denna överföring bekräftade definitivt maktskiftet mellan de viktigaste politiska partierna till slutet av 1900-talet i Venezuela.
Leoni dog den 5 juli 1972, 67 år gammal, vid Cornell Medical Center i New York, där han återhämtade sig efter en medicinsk behandling en blödning.